# Boogie Pimps

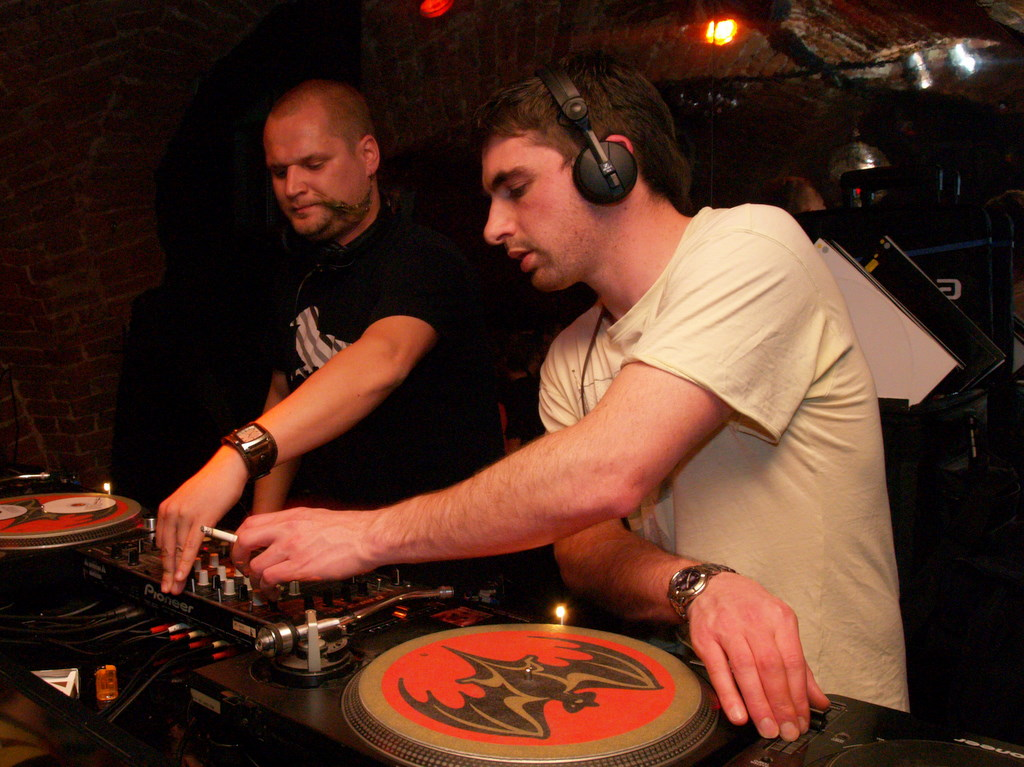
Mark J Klak oraz Mirko Jacob

Boogie Pimps – zespół muzyki elektronicznej stworzony przez didżejów Marka J Klaka i Mirko Jacoba. Muzycy związali się z wytwórniami: Ministry of Sound i Superstar Records.

## Dyskografia

### Single
Grupa wydała:
- 2003 – "Somebody to Love"
- 2003 – "Sunny"